# Porto Cesareo
Porto Cesareo ist eine südostitalienische Gemeinde (comune) mit 6463 Einwohnern (Stand 31. Dezember 2023) in der Provinz Lecce in Apulien. Die Gemeinde liegt etwa 25 Kilometer westsüdwestlich von Lecce im Salento am Golf von Tarent. Porto Cesareo grenzt unmittelbar an die Provinz Tarent.

## Geschichte
Die Ortschaft bestand schon in der römischen Antike unter dem Namen Portus Sasinae. Zahlreiche erhaltene Turmanlagen verdeutlichen die militärische Bedeutung im Mittelalter.

## Einzelnachweise

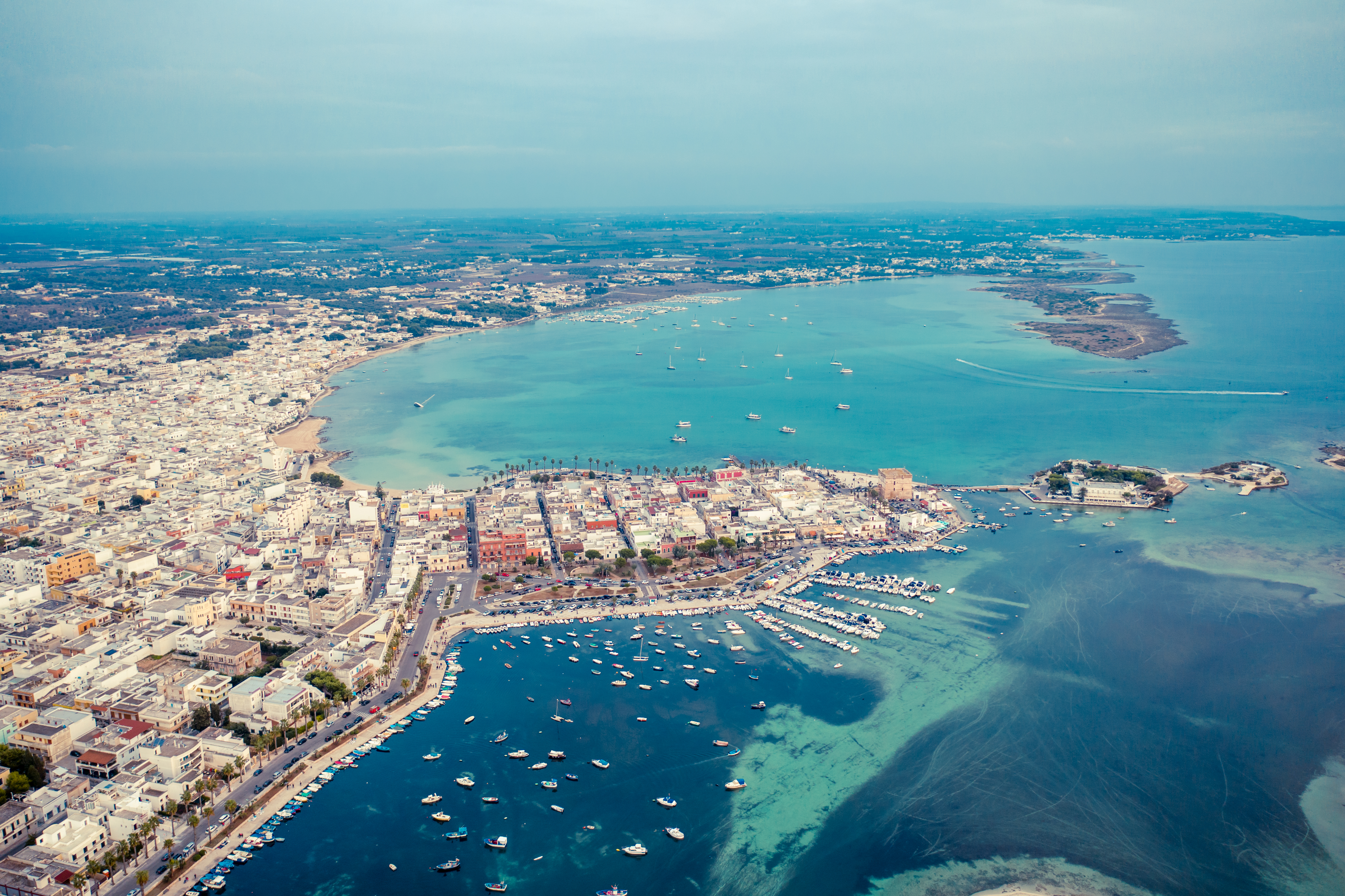
Porto Cesareo